# Oleg Iwanowitsch Milowanow
Oleg Iwanowitsch Milowanow (russisch Олег Иванович Милованов; * 23. Oktober 1982) ist ein ehemaliger russischer Biathlet.
Oleg Milowanow begann 2003 bei den Junioren mit internationalen Wettkämpfen. Bei den Juniorenweltmeisterschaften 2003 in Kościelisko siegte er in der Staffel mit Nikolai Koslow, Sergei Sadownikow und Maxim Tschudow. Im Einzel wurde er Fünfter und den Verfolger beendete er als Vierter, nachdem er als 28. im Sprint ins Rennen gegangen war. Im selben Jahr wurde er bei den Junioreneuropameisterschaften in Forni Avoltri zweimal Dritter (Verfolgung, Staffel) und Fünfter im Sprint. Sein Debüt im Europacup gab er am 10. Januar 2004 in Brusson mit Platz 23 im Sprint und Platz 19 tags darauf im Verfolgungsrennen. Eine Woche später bei der Staffel in Méribel erreichte er gemeinsam mit Sergei Baschkirow, Juri Batmanow und Jewgeni Trebuschenko den zweiten Platz hinter der deutschen Staffel, dies war sein einziger Podestplatz in Europacup. Obwohl er bei zwei weiteren Sprints in die Top Ten lief, war im Januar 2005 in Ridnaun sein letztes internationales Rennen.
Er war russischer Meister im Massenstart 2005, im selben Jahr auch Dritter mit der Staffel. Er gewann ebenfalls eine Bronzemedaille im Patrouillenlauf. 2005 wurde ihm der Titel „Internationaler Meister des Sports“ verliehen. Bei den Landesmeisterschaften 2008 war er im Massenstart Dritter und schlug überraschend Dmitri Jaroschenko im Endspurt um Silber in der Staffel. Milowanow stammt aus Krasnojarsk und arbeitet für einen Sportausrüster im Bereich Langlaufski als Fachberater.